# A1高速公路 (保加利亞)

红色和黄色突显的就是A1高速公路

A1高速公路，又稱色雷斯高速公路，是保加利亞的一條高速公路，連接首都索非亞和東南部港口城市布爾加斯，全長360公里。
最後建造的路段於2013年7月15日通車之後，這條興建40年的高速公路終於全線完成。